# Tofu

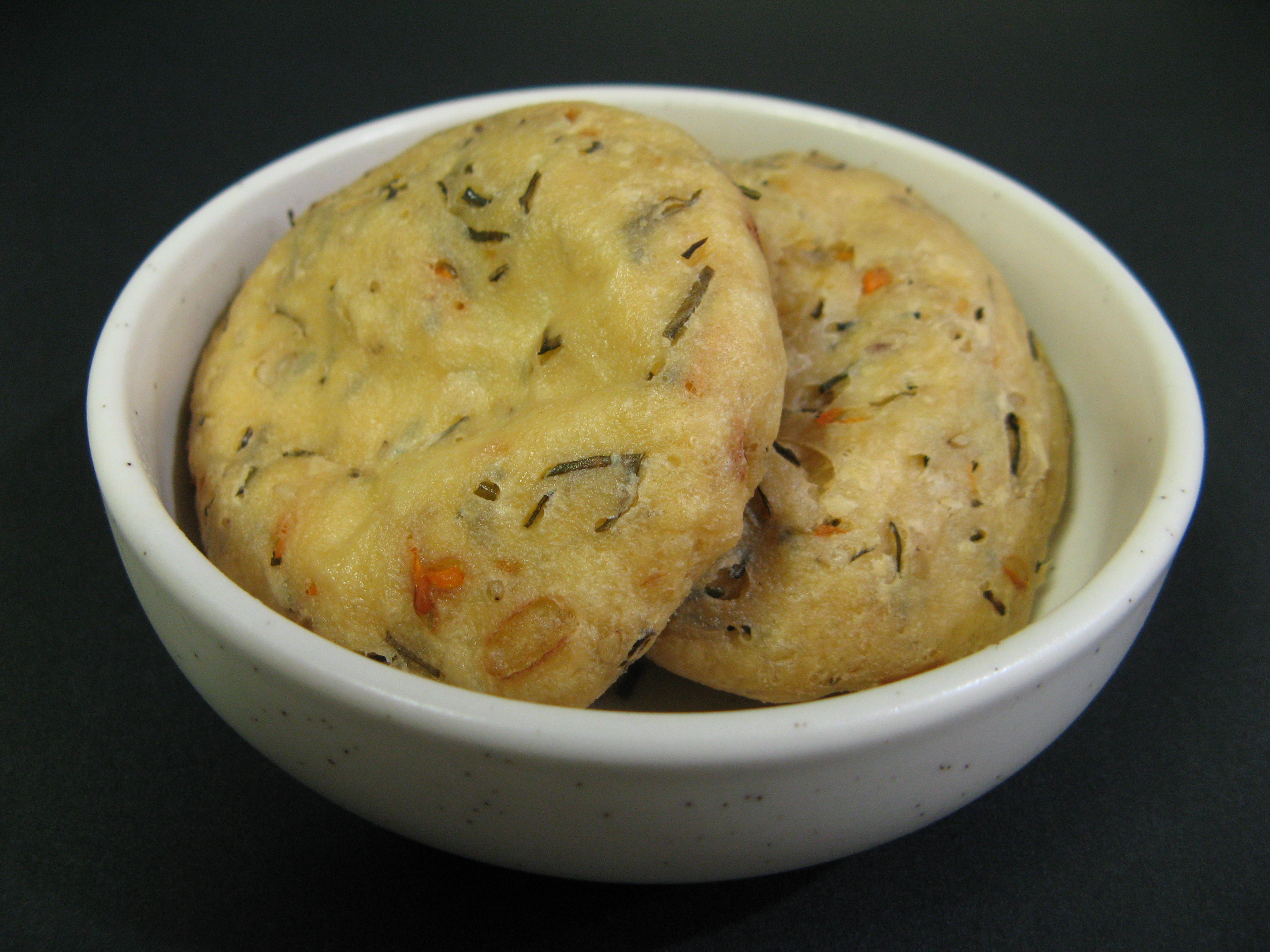
Ganmodoki (がんもどき)

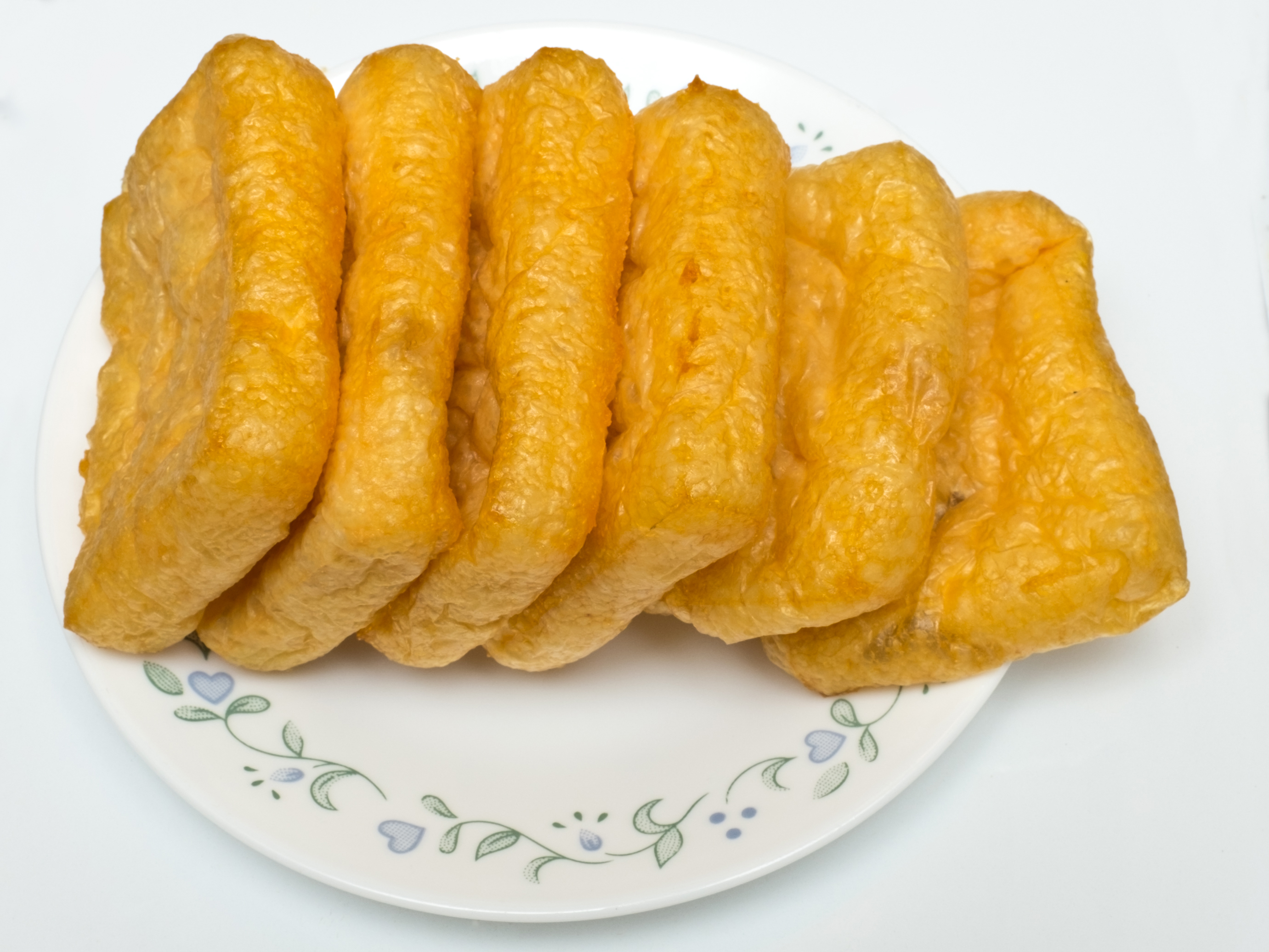
Aburaage (あぶらあげ)

El tofu, también llamado tokua o tokwa en el español filipino (del hokkien: 豆乾 [tāu-koan]), es una comida de origen chino, preparada con semillas de soja, agua y solidificante o coagulante. Se destaca por el valor nutritivo de la proteína de soja y en su capacidad para reducir el colesterol en sangre, entre otros beneficios.  Es un componente común en la cocina oriental. Se prepara mediante la coagulación de la llamada “leche de soja” y su prensado posterior para separar la parte líquida de la sólida, de modo similar a como se prepara el queso a partir de la leche. Tiene una textura firme parecida a la del queso, color blanco crema y suele presentarse en forma de cubos.
El tofu se originó en China, donde la leyenda atribuye su invención al príncipe Liu An (刘安, 179 a. C. - 122 a .C.). El tofu y su técnica de producción fueron introducidos a Corea y Japón durante el período Nara. También se difundió a otras partes del Este asiático. Es muy probable que su difusión coincidiera con la expansión del budismo, ya que es una importante fuente de proteínas en la dieta vegetariana del budismo asiático. Li Shizhen, de la dinastía Ming, describe un método de hacer tofu en el Bencao Gangmu.
El tofu es bajo en calorías, con cantidades relativamente grandes de proteína  y muy poca grasa. Es rico en hierro y dependiendo del coagulante usado durante su manufactura, puede también tener altos contenidos de calcio y/o magnesio.
El tofu es muy empleado en la cocina china, aunque su uso está también muy extendido en Japón que ha dado fama en el occidente y en la cocina asiática en general.
Si se cocina con alguna especia, el tofu adquiere su sabor, lo que hace de él un buen ingrediente para guisos y sopas especiales. Ningún producto animal interviene en su elaboración, por lo que es ampliamente usado como sustituto parcial de la carne por los vegetarianos y veganos.

## Etimología
El vocablo tofu, proviene de tōfu (豆腐) en japonés (pronunciación japonesa: [ toː.ɸɯ ]ⓘ) que a su vez deriva del chino tou-fu, compuesto por los caracteres de frijol 豆 y “cuajado” o “fermentado” 腐.

## Historia
La elaboración del tofu se registró por primera vez durante la dinastía Han china hace unos 2000 años. La leyenda china atribuye su invención al príncipe Liu An (179-122 a. C.) de la provincia de Anhui. El tofu y su técnica de producción se introdujeron en Japón durante el periodo Nara (710-794). Algunos estudiosos creen que el tofu llegó a Vietnam durante los siglos X y XI. También se extendió a otras partes del Sudeste Asiático. Esto probablemente coincidió con la difusión del Budismo, ya que es una fuente importante de proteína en la dieta vegetariana del budismo de Asia oriental. Li Shizhen, durante la dinastía Ming, describió un método para hacer tofu en el Compendio de Materia Médica. Desde entonces, el tofu se ha convertido en un alimento en muchos países, como Vietnam, Tailandia y Corea, con variaciones regionales en los métodos de producción, la textura, el sabor y el uso.

### Teorías de origen
La más extendida de las tres teorías sobre el origen del tofu sostiene que éste fue descubierto por el señor Liu An, un príncipe de la dinastía Han. Aunque es plausible, la escasez de fuentes fiables para este periodo hace que sea difícil determinarlo de forma concluyente. En la historia china, los inventos importantes se atribuyen con frecuencia a importantes líderes y figuras de la época. En 1960, un mural de piedra desenterrado de una tumba de la dinastía Han oriental proporcionó apoyo a la teoría del origen Han del tofu; sin embargo, algunos estudiosos sostienen que el tofu durante la dinastía Han era rudimentario y carecía de la firmeza y el sabor para ser considerado como tofu.
Otra teoría sugiere que el método de producción del tofu se descubrió accidentalmente cuando se mezcló una papilla de soja hervida y molida con sal marina impura. Dicha sal marina probablemente contenía sales de calcio y magnesio, lo que permitió que la mezcla de soja se cuajara y produjera un gel similar al del tofu.
El último grupo de teorías sostiene que los antiguos chinos aprendieron el método para cuajar la leche de soja emulando las técnicas de cuajado de la leche de los mongoles o de la India oriental. A pesar de su avanzada cultura, en la antigua sociedad china no existía ninguna tecnología o conocimiento para cultivar y procesar productos lácteos. La principal prueba de esta teoría es la similitud etimológica entre el término chino rǔfǔ (乳腐), que significa literalmente "leche cuajada", utilizado durante la Dinastía Sui (581-618 d. C.), para platos de consistencia parecida a la del yogur o el queso blando), posteriormente influenciado por los productos lácteos y los métodos de producción mongoles, y el término dòufu (豆腐, "judías cuajadas" ) o tofu. Aunque es intrigante y posible, no hay pruebas que corroboren esta teoría más allá de la especulación académica.

### Asia oriental

#### China
Es posible que se haya descubierto una forma de tofu durante la dinastía Han (202 AD 220), pero no se convirtió en un alimento popular en China hasta la dinastía Song (960-1279).
En China, el tofu se utiliza tradicionalmente como ofrenda alimentaria cuando se visitan las tumbas de los familiares fallecidos. Se afirma que los espíritus (o fantasmas) han perdido hace tiempo la barbilla y la mandíbula, por lo que sólo el tofu es lo suficientemente blando para que puedan comer. Antes de que existiera la refrigeración en China, el tofu sólo se vendía durante el invierno, ya que no se estropeaba tan fácilmente con el frío. Durante los meses más cálidos, el tofu, una vez elaborado, se estropeaba si se almacenaba durante más de un día.

#### Japón

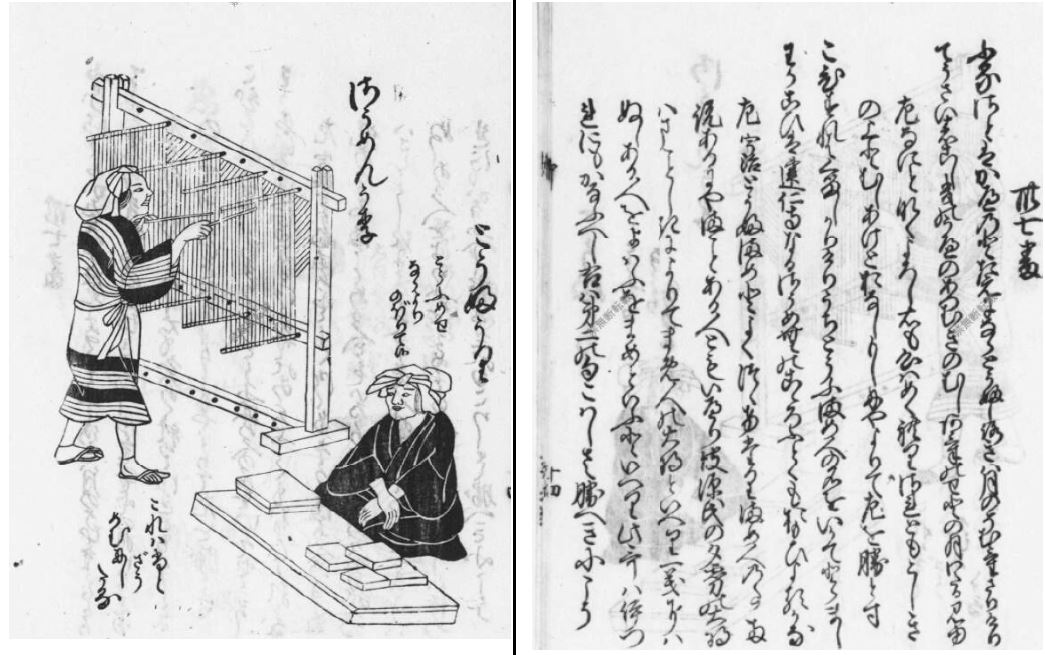
Shichijyu-ichi ban Shokunin Utaawase [七十一番職人歌合] 37, Vendedor de tofu (1500).

El tofu fue introducido en Japón durante el periodo Nara (finales del siglo VIII) por monjes budistas zen, que inicialmente lo llamaron "cuajada china" (唐腐 tōfu?). Una variante firme del tofu fue introducida en la provincia de Tosa, actual prefectura de Kochi, por un médico coreano y prisionero de guerra tras las invasiones japonesas de Corea (1592-1598). Gran parte del uso inicial del tofu en Asia oriental fue como sustituto vegetariano de la carne y el pescado por parte de los monjes budistas, especialmente los que seguían el budismo zen.
El documento japonés más antiguo relativo al tofu hace referencia a que el plato se sirvió como ofrenda en el Santuario Kasuga de Nara en 1183. El libro Tofu Hyakuchin (豆腐百珍), publicado en 1782 durante el período Edo, incluye 100 recetas para preparar con tofu.

### Sudeste asiático
En el sudeste asiático, el tofu fue introducido en la región por inmigrantes chinos de la provincia de Fujian, como lo demuestran muchos países del sudeste asiático que se refieren al tofu usando las pronunciaciones chinas Min Nan para tofu suave y firme, o tāu-hū  y tāu-goan respectivamente. En Indonesia, Malasia, Singapur, Tailandia, Camboya, Myanmar, las Filipinas y Vietnam , el tofu está ampliamente disponible y se usa en muchos platos locales.
El tofu se llama tahu en Indonesia, y en los platos indonesios se le denomina tahu sumbat, taugeh tahu, asinan, siomay y algunos curry, a menudo agregan rebanadas de tofu. Tahu goreng, tahu isi y tahu sumedang son bocadillos populares de tofu frito.
El tofu se llama tauhu en malayo. Los indios de Malasia y Singapur utilizan el tofu en su cocina, como en mee goreng indio y rojak pasembor. La cocina Peranakan a menudo usa tofu, como en los fideos al curry de Penang y el Katong laksa de Singapur. Indonesia, Tailandia, Malasia y Filipinas son los principales productores de tofu y tienen plantas en muchos municipios.
El tofu en Filipinas se come ampliamente como refrigerio para el desayuno tahô (tofu suave, de Filipina Hokkien 豆腐 tāu-hū), o como tokwa (tofu seco y firme que generalmente se fríe, de Filipina Hokkien 豆干 "tāu-goan"), que es un alimento básico alternativa a la carne en las comidas principales y en numerosos platos regionales. El tofu fue introducido en el archipiélago entre los siglos X y XIII por los marineros y comerciantes chinos de la dinastía Song, junto con muchos otros alimentos que se convirtieron en alimentos básicos de la dieta filipina. El uso y la producción de tofu se limitaron primero a los centros urbanos con minorías chinas influyentes, como Cebú o Tondo, pero se extendieron rápidamente incluso a islas y pueblos nativos remotos.

### En otros lugares
Benjamin Franklin fue el primer estadounidense en mencionar el tofu, en una carta de 1770 a John Bartram.: 73  Franklin, que lo encontró durante un viaje a Londres, incluyó unos cuantos granos de soja y se refirió a él como queso de China. En 1770, Franklin también mantuvo una correspondencia con James Flint sobre el tema de cómo los chinos convertían los callivances (soja) en tofu. El hecho de que Flint escribiera Towfu en su carta es el primer uso documentado de tofu en el idioma inglés.: 73  La primera empresa de tofu en Estados Unidos se creó en 1878. En 1908, Li Yuying, un anarquista chino y vegetariano con un título francés en agricultura y biología, abrió una fábrica de soja, la Usine de la Caséo-Sojaïne. Fue la primera lechería de soja del mundo y la primera fábrica de Francia que fabricó y vendió beancurd. Sin embargo, el tofu no era bien conocido por la mayoría de los occidentales antes de mediados del siglo XX. Con el aumento del contacto cultural entre Occidente y Asia Oriental y el creciente interés por el vegetarianismo, el conocimiento del tofu se ha generalizado. En las cadenas de supermercados de Occidente se pueden encontrar numerosos tipos de tofu ya aromatizado. También es utilizado por muchos veganos y vegetarianos como fuente de proteínas.

## Producción
El tofu se obtiene  coagulando la leche de soja y prensando la cuajada obtenida.

### Coagulantes básicos
Estos coagulantes se usan de forma industrial, y consisten en la adición de una sal no tóxica a la leche de soja:
- Sulfato de calcio (yeso):  Es el sistema tradicional y el más extendido para obtener tofu al estilo chino. Produce un tofu tierno pero de textura ligeramente  quebradiza. No deja rastro de sabor perceptible en el producto final. El tofu obtenido hace que el producto sea también rico en calcio.

- Cloruro de magnesio y  cloruro de calcio:  Ambas sales tienen un alto grado de solubilidad en el agua y afectan a la proteína de soja del mismo modo. Producen un tofu con una textura tierna y uniforme.

### Coagulantes ácidos
- Glucono delta-lactona (GDL, aditivo E-575): La gluconolactona es la forma cíclica del ácido glucónico que es la forma ácida lineal. Este ácido orgánico es usado en las recetas chinas de Tofu, que produce un tofu de fina textura, casi con la apariencia de la gelatina. Este coagulante se usa de forma específica para los tofus más suaves, y proporciona un toque de sabor ácido al producto finalizado.

## Variedades
Tanto en los mercados occidentales como en los orientales hay una gran variedad de tipos y sabores de tofu. A pesar de la variedad de opciones, los productos de tofu pueden dividirse en dos categorías principales: "tofu fresco", que se produce directamente a partir de la leche de soja, y "tofu procesado", que se produce a partir del tofu fresco. La producción de tofu también genera importantes subproductos que se utilizan en diversas cocinas.

### Fresco sin prensar
El tofu fresco sin prensar es una leche de soja gelificada con cuajada que no ha sido cortada ni prensada de su líquido. Dependiendo de si la leche de soja se gelifica con una solución de amargo (cloruro de magnesio) o con una suspensión de yeso (sulfato de calcio), se producen diferentes tipos de tofu sin prensar. El tofu blando gelificado con yeso tiene una textura suave y gelatinosa y se conoce comúnmente como tofu blando, tofu sedoso o douhua (豆花). La variedad de avellana cuajada tiene una textura esponjosa muy suave y se conoce como extra suave o sun-dubu (순두부).
El tofu sin prensar es tan blando que se sirve directamente con un cucharón o se vende con su envase gelificante.

#### Extra blando

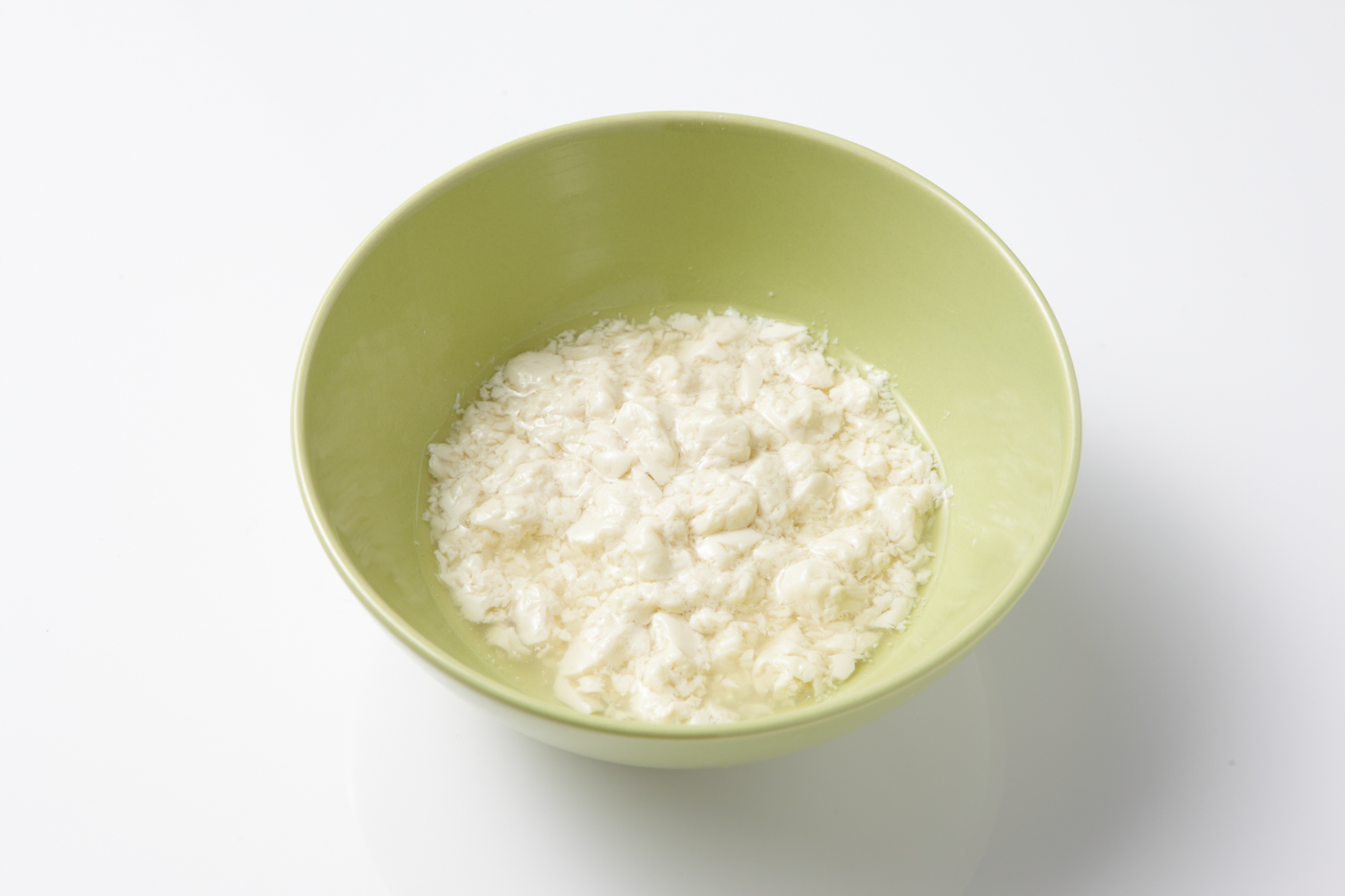
Sun-dubu (tofu extra suave)

El tofu blando gelificado sin prensar con sal amarga se llama sun-dubu (순두부; "tofu suave") en coreano. La leche de soja se mezcla con agua de mar, o agua salada hecha con sal marina, para que cuaje. La cuajada queda suelta y blanda. El sun-dubu recién hecho se come hervido con poco o ningún condimento. El sundubu manufacturado suele venderse en tubos. También es el ingrediente principal del sundubu-jjigae (순두부찌개; "guiso de tofu suave").
Aunque la palabra sun en sun-dubu no tiene un origen sino-coreano, sun-dubu suele traducirse al chino y al japonés utilizando el carácter chino 純, cuya pronunciación coreana es sun y su significado es puro. Así, en China, el sun-dubu se llama chún dòufu (純豆腐; "tofu puro"), y en Japón, se llama jun-tōfu (純豆腐) o sundubu (スンドゥブ).

#### Blando

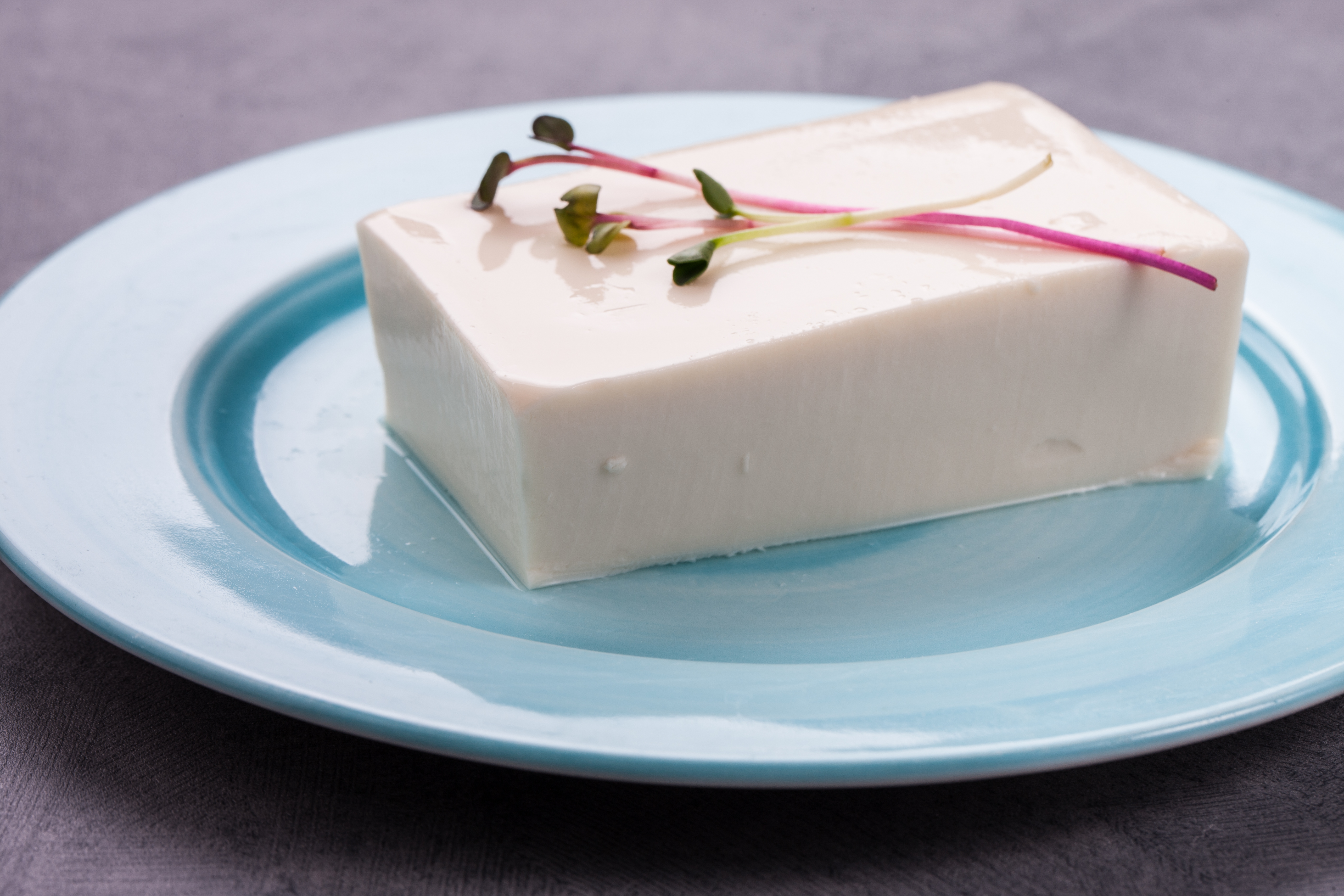
Tofu blando.

El tofu blando, también denominado "tofu sedoso", se llama nèndòufu (嫩豆腐; "tofu blando") o huádòufu (滑豆腐, "tofu suave") en chino; kinugoshi-dōfu (絹漉し豆腐; "tofu de seda filtrado") en japonés; y yeon-dubu (연두부; 軟豆腐; "tofu blando") en coreano. Gelificado con yeso, este tofu no está escurrido ni prensado y contiene un alto contenido de humedad. El tofu sedoso se produce coagulando la leche de soja sin cortar la cuajada. El tofu sedoso está disponible en varias consistencias, incluyendo la blanda y la firme, pero todo el tofu sedoso es más delicado que el tofu firme normal (tofu prensado) y tiene diferentes usos culinarios. El tofu sedoso puede utilizarse como sustituto de los productos lácteos y los huevos, especialmente para batidos y postres horneados.
Douhua (豆花, también conocido como 豆腐花, dòufuhuā en chino), o cerebro de tofu (豆腐腦 o 豆腐脑, dòufunǎo en chino) o dau fa (cantonés) y tau hua (fujianés) (豆花; "flor de judía") es similar al tofu sedoso, pero suele servirse unas horas después de su preparación. Se suele comer como postre caliente, pero a veces se le añaden pepinillos salados o salsa picante. Es un tipo de tofu blando con un contenido de humedad muy alto. Como el uso de palillos hace que el douhua sea difícil de coger, se suele comer con una cuchara. Con la adición de condimentos como cebolletas finamente picadas, gambas secas, salsa de soja o salsa de chile, el douhua es un plato de desayuno popular en toda China. En Malasia, el douhua suele servirse caliente con jarabe de azúcar de palma blanco u oscuro, o frío con longan.  Suele servirse en el desayuno o como postre. Suele servirse con un jarabe de jengibre dulce, o con una salsa de setas llamada da lu (打卤). Normalmente se coagula en el restaurante en un recipiente para servir. El douhua no siempre se considera un tipo de tofu, sino un tipo de alimento en sí mismo.
Existe cierta variación entre los tofus blandos. El douhua negro (黑豆花, hēidòuhuā) es un tipo de tofu sedoso elaborado a partir de soja negra, que suele hacerse en forma de dòuhuā (豆花) en lugar de tofu firme o seco. La textura del tofu de judías negras es ligeramente más gelatinosa que la del douhua normal y el color es de tono grisáceo. Este tipo de tofu se consume por su "sabor a judía negra". El tofu de edamame es una variedad japonesa del tōfu de kinugoshi que se elabora con edamame (soja verde fresca); es de color verde pálido y suele estar tachonado de edamame entero.